# Friedrich Masselter
Friedrich Masselter (* 12. April 1908 in Heusweiler; † 3. Juli 1979) war ein deutscher römisch-katholischer Priester.

## Leben
Masselter kam als ältestes von drei Geschwistern zur Welt. Nach dem Abitur in Trier studierte er Katholische Theologie an der Universität Trier sowie am Bischöflichen Priesterseminar in Trier. Am 29. Juli 1934 wurde er im Trierer Dom zum Priester geweiht. 1942 wurde er Expositus in der neu gegründeten Pfarrgemeinde des Völklinger Stadtteils Heidstock. Die ersten Gottesdienste wurden in der Mansarde über einem Lebensmittelgeschäft abgehalten, ab Dezember 1943 diente eine ehemalige Scheune als Notkirche.
Im April 1949 gründete Masselter den Ketteler-Verein und sorgte als Vorsitzender für den Bau von 17 Wohnhäusern für seine Gemeindemitglieder, die heutige Ketteler-Siedlung. Am 15. August 1952 wurde der Grundstein für den Neubau der Pauluskirche gelegt, die ein knappes Jahr später, am 11. Oktober 1953, geweiht wurde. Kurz danach wurde die Gemeinde zur selbstständigen Pfarrei erhoben. Masselter trieb auch den Neubau des Pfarrhauses voran, das im Februar 1961 eingeweiht wurde, ab 1964 entstand auf seine Initiative hin ein neues Pfarrheim mit Kindergarten, einem Versammlungssaal und Jugendräumen. 1967 öffnete die Pfarrbücherei, im Dezember 1973 eine Altenbegegnungsstätte und 1978 wurde mit seiner Hilfe eine Sozialstation gegründet.
Er starb am 3. Juli 1979 im Alter von 71 Jahren und wurde in der St.-Paulus-Kirche in Heidstock beigesetzt.

## Ehrungen
- 1967: Verdienstkreuz am Bande der Bundesrepublik Deutschland